# Hartenfels
Hartenfels (mundartlich: Harbels) ist eine Ortsgemeinde im Westerwaldkreis in Rheinland-Pfalz. Sie gehört der Verbandsgemeinde Selters (Westerwald) an.

## Geographische Lage
Hartenfels liegt am Holzbach und etwa 4 km von Herschbach sowie 8 km von Selters (Westerwald) entfernt. Nachbargemeinden sind Herschbach und Schenkelberg im Westen, Steinen im Osten und Maxsain im Süden der Gemeinde. Ein kleines, zu Hartenfels gehörendes Waldgebiet, der Hartenfelser Kopf, liegt außerhalb der Gemarkungsgrenzen nördlich des Ortes an der B 8 zwischen Freilingen und Höchstenbach.

## Geschichte  und Sehenswertes

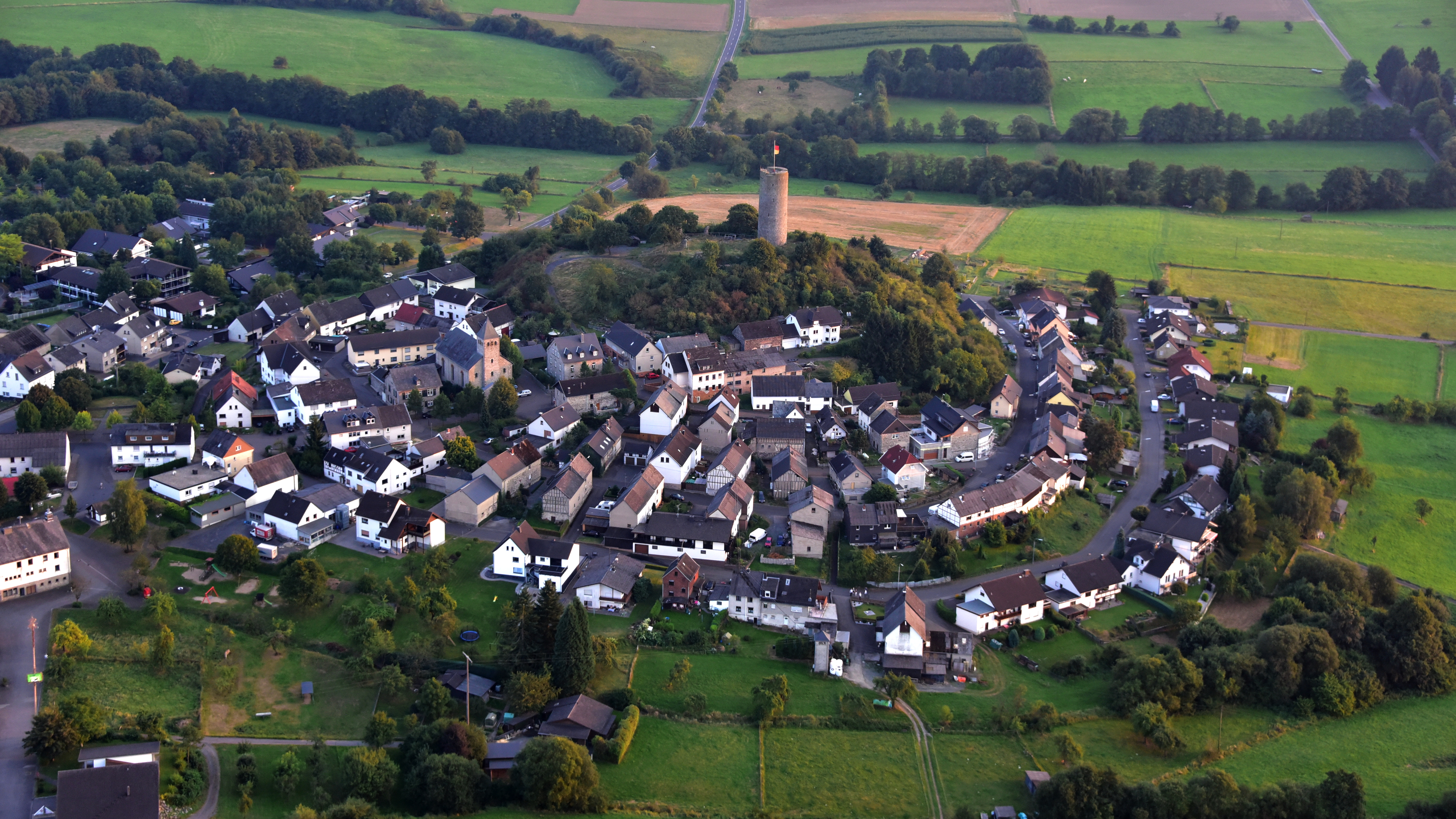
Hartenfels mit Burg Hartenfels, Luftaufnahme (2016)

Die Burg Hartenfels wird in alten Schriften erstmals im Jahre 1249 erwähnt. 1332 erhielt der Ort Hartenfels durch Ludwig den Bayern das Stadtrecht von Frankfurt, das 1346 durch Karl IV. bestätigt wurde. Der Ort ist bekannt für seine schon seit 1593 verfallene Burgruine, von der bis auf wenige Mauern nur noch der Turm steht. Es ist der einem Rahmtopf ähnelnde Turm einer Burg, die Mitte des 13. Jahrhunderts gebaut wurde, um die nahegelegene Handelsstraße von Frankfurt nach Köln zu überwachen.
Sie gehörte der Gräfin Mechthild von Sayn aus dem Erbe ihres 1246 verstorbenen Gatten Heinrich III. von Sayn und kam unter Erzbischof Arnold II. von Isenburg an Kurtrier.
Die Ruine trägt im Dialekt den Namen Schmanddippe. 1999 feierte die Gemeinde Hartenfels ihr 750-jähriges Bestehen.
Neben der Burgruinen sind weitere Sehenswürdigkeiten:
- Jüdischer Friedhof (seit 1991 unter Denkmalschutz)
- Basaltsäulenformation „Zehntgarben“

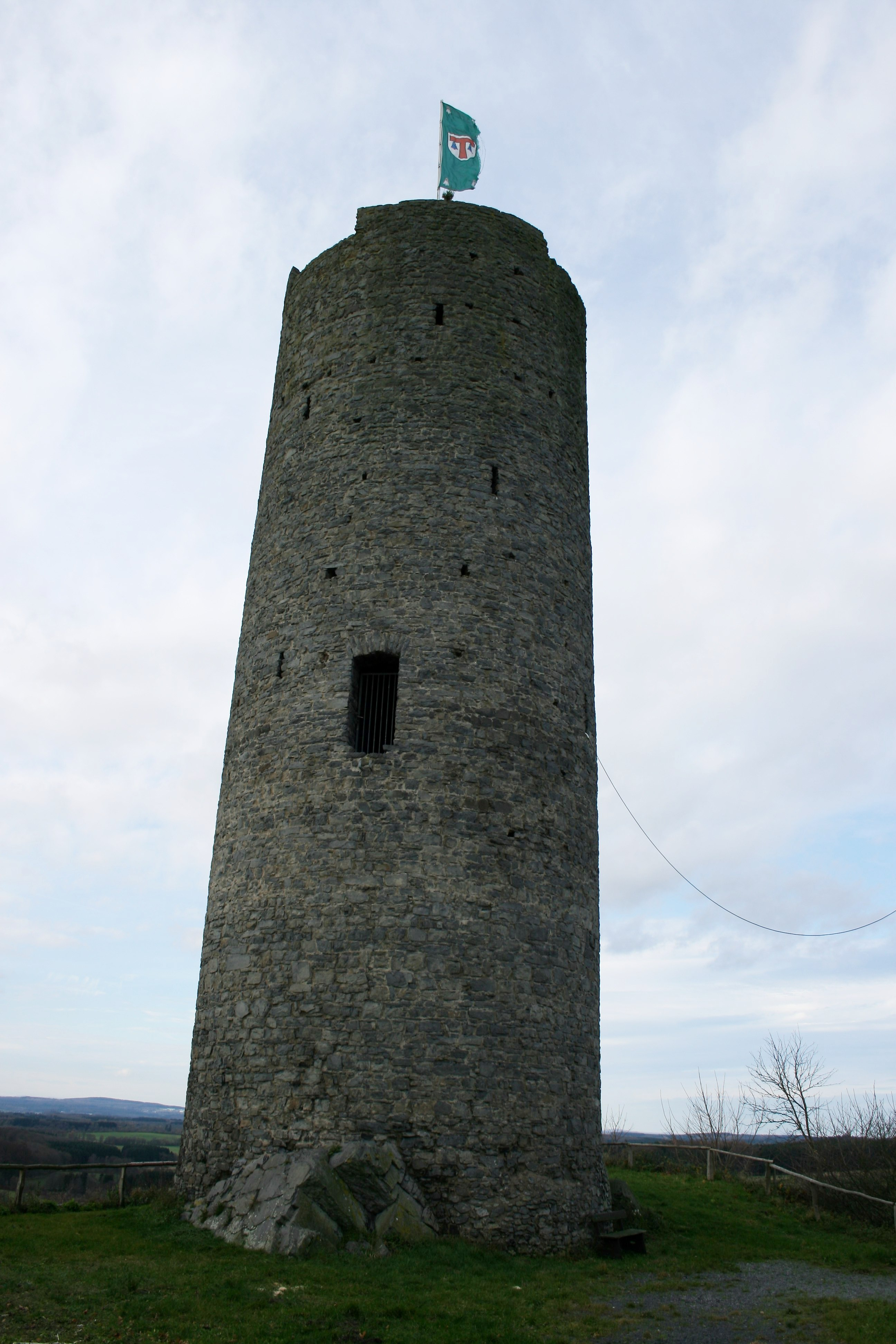
Der Turm der Burg Hartenfels
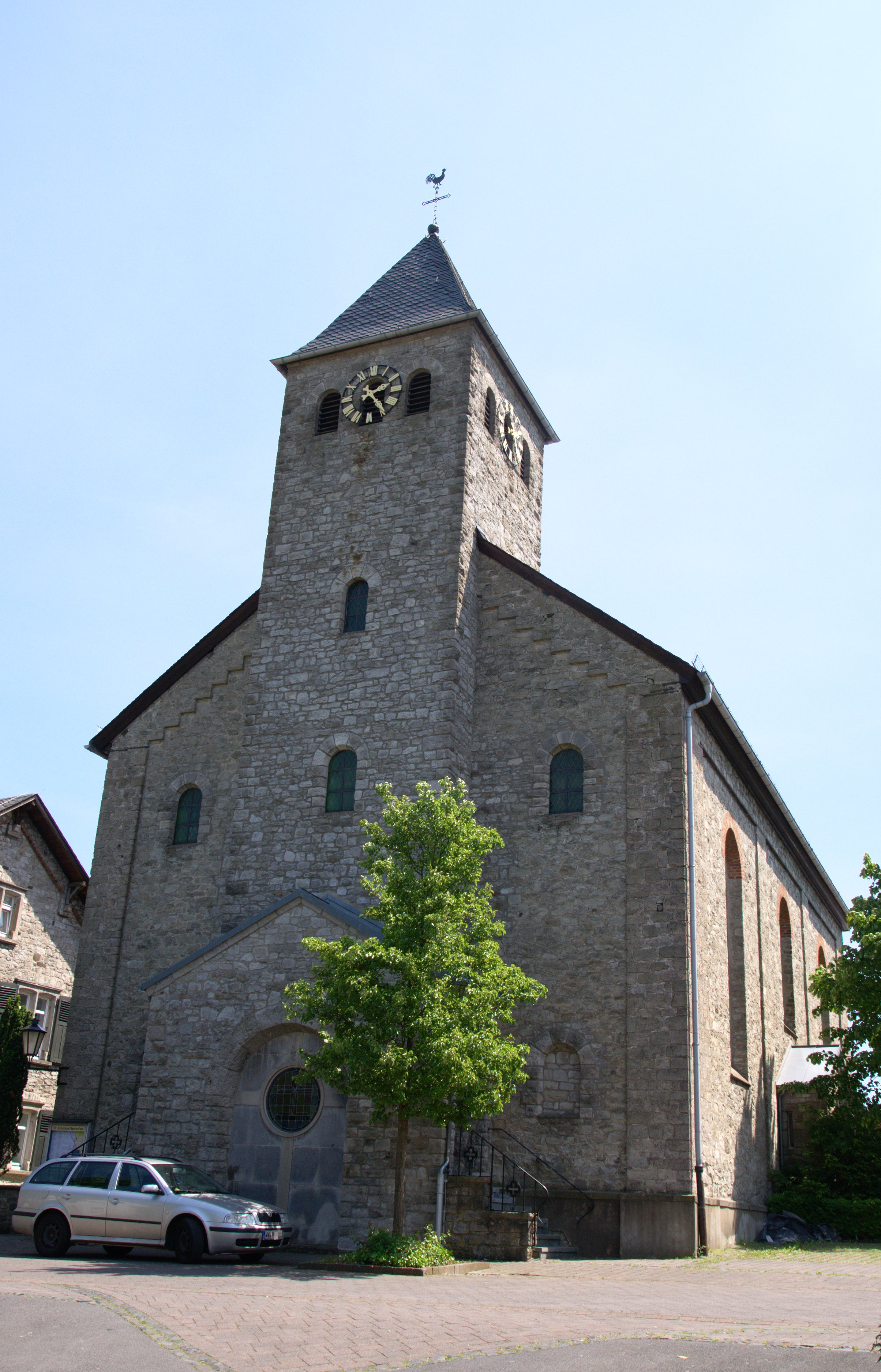
Katholische Pfarrkirche

Bevölkerungsentwicklung
Die Entwicklung der Einwohnerzahl von Hartenfels, die Werte von 1871 bis 1987 beruhen auf Volkszählungen:
| Jahr | Einwohner |
| ---- | --------- |
| 1815 | 429       |
| 1835 | 525       |
| 1871 | 531       |
| 1905 | 493       |
| 1939 | 529       |
| 1950 | 550       |
| 1961 | 585       |

| Jahr | Einwohner |
| ---- | --------- |
| 1970 | 646       |
| 1987 | 702       |
| 1997 | 834       |
| 2005 | 868       |
| 2011 | 827       |
| 2017 | 804       |
| 2023 | 771       |

## Politik

### Gemeinderat
Der Gemeinderat in Hartenfels besteht aus zwölf Ratsmitgliedern, die bei der Kommunalwahl am 9. Juni 2024 in einer Mehrheitswahl gewählt wurden, und dem ehrenamtlichen Ortsbürgermeister als Vorsitzendem. Auch 2019 fand bereits Mehrheitswahl statt.

### Bürgermeister
Andreas Strüder wurde am 23. Januar 2014 Ortsbürgermeister von Hartenfels. Bei der Direktwahl am 26. Mai 2019 wurde er mit 84,52 Prozent der abgegebenen Stimmen für weitere fünf Jahre in seinem Amt bestätigt. Auch bei der Direktwahl am 9. Juni 2024 wurde er bestätigt. Ohne Gegenkandidaten erhielt er 85,2 % der Stimmen.

### Wappen
| Wappen von Hartenfels | Blasonierung: „In Silber ein rotes Antoniuskreuz mit zwei angehängten blauen Glöckchen.“ |
| Wappen von Hartenfels |                                                                                          |

## Wirtschaft und Infrastruktur
Wichtigster Arbeitgeber ist die Firma Huf Haus GmbH & Co. KG mit ca. 470 Mitarbeitern.

### Windpark Hartenfelser Kopf
Im Sommer 2006 wurden zwölf Windräder vom Typ Enercon E-70 auf dem Hartenfelser Kopf fertiggestellt. Vier Windräder stehen in der Gemarkung Hartenfels. In den Folgejahren wurden weitere Windräder errichtet, sodass zwischenzeitlich 28 Windräder errichtet wurden.

### Regelmäßige Veranstaltungen
Im Januar finden zu Ehren des Schutzpatrons, dem heiligen Antonius, Patronatstag 17. Januar, an zwei aufeinander folgenden Wochenenden, zwei Konzerte des Musikvereins statt. Auf dem Burgberg findet jährlich zu Pfingsten das Musikfestival „Rock am Turm“ statt, zu Weihnachten wird alljährlich ein bis zu acht Meter hoher beleuchteter echter Tannenbaum auf dem Turm aufgebaut. Die Kirmes in Hartenfels findet in der Regel am ersten Juliwochenende statt.

### Chöre, Vereine etc.
Die Gemeinde wird bereichert durch den mitgliederstarken Musikverein, die ebenso große Freiwillige Feuerwehr Hartenfels, den Möhnenverein mit einem Männerballett, sowie den Kirchenchor. Der Tennisverein Hartenfels/Schenkelberg ist ebenfalls im Vereinsleben eingegliedert.

## Verkehr
- Die Gemeinde liegt westlich der B 8, die von Limburg an der Lahn nach Siegburg führt.
- Die nächste Autobahnanschlussstelle ist Mogendorf an der A 3.
- Weitere Autobahnanschlüsse existieren bei Dierdorf sowie Montabaur.
- Der nächstgelegene ICE-Halt ist der Bahnhof Montabaur an der Schnellfahrstrecke Köln–Rhein/Main.